# کفشک مرمری
کفشک مرمری (نام علمی: Pseudopleuronectes yokohamae) نام یک گونه از زیرخانواده راست‌رویان است.